# Commissariat général de Ruthénie blanche
Vous lisez un « bon article » labellisé en 2020.
1941–1944
Entités précédentes :
- RSS de Biélorussie

Entités suivantes :
- RSS de Biélorussie

Le Commissariat général de Ruthénie blanche (en allemand : Generalkommissariat Weissruthenien) est une circonscription administrative constituée à partir de territoires soviétiques conquis par la Wehrmacht dans les premières semaines de l'opération Barbarossa.
Le commissariat est constitué à partir de territoires biélorusses et est mis en place comme une entité autonome lors de la conférence du 16 juillet 1941, avant d'être intégré dans le Reichskommissariat Ostland le 1er septembre 1941 ; enfin, le commissariat recouvre son autonomie administrative dans les derniers mois de 1943.
Champ clos des luttes de pouvoirs entre les différentes autorités nazies compétentes sur son territoire, le commissariat constitue surtout le cadre pour les meurtres de masses perpétrés contre les Juifs et les Slaves, condamnés par l'antisémitisme et le racisme nazis. Les territoires qui composent le commissariat, relativement épargné par les combats après les opérations de l'été 1941, voient se développer une résistance de plus en plus efficace au fil des mois, poussant les occupants à multiplier les opérations de contre-guérilla, sans réelle efficacité jusque dans les derniers jours de l'occupation allemande au milieu du mois de juin 1944. Le territoire biélorusse est libéré à la faveur des opérations en profondeur menées par l'Armée rouge au début de l'été 1944, faisant disparaître le commissariat dans la tourmente de l'opération Bagration.

## Prélude et création

### Projets nazis en Biélorussie
Dans le cadre des projets raciaux en Europe de l'Est, les territoires de la Biélorussie soviétique suscitent des convoitises dans le Reich. Même si la mise en place de projets coloniaux est repoussée à la fin du conflit, les responsables du Reich élaborent des programmes d'exploitation et de colonisation à moyen terme : y travaillent les services de Himmler, notamment le Rasse- und Siedlungshauptamt (RuSHA) ou encore le Reichssicherheitshauptamt (RSHA) et le Front du Travail de Ley. 
Des projets, n'intégrant pas les territoires du futur commissariat, sont ainsi proposés à Himmler dès le 15 juillet 1941, mais Hitler ordonne dès le lendemain l'élaboration de nouveaux projets, plus ambitieux, intégrant la Biélorussie. Est ainsi planifiée l'expulsion de 75 % de la population biélorusse. Ainsi, il est prévu que la Biélorussie appartienne au « front ethnique », sorte de zone tampon peuplée de colons SS.
En juin 1942, une nouvelle mouture de la planification est proposée, fixant des objectifs à moyen terme, comme la création de 14 points d'appui établis sur des territoires de 2 000 km2 dans l'ensemble de l'Ostland. Ces nouveaux projets maintiennent l'objectif d'expulsion de 75 % de la population du commissariat. Ainsi, la germanisation de la Russie blanche (Ruthénie blanche), comme sa colonisation, est planifiée par les équipes d'aménageurs raciaux du RuSHA. 
En septembre 1942, Himmler redéfinit ces objectifs coloniaux sur le territoire du commissariat. De l'ensemble de ces projets ne sortent que quelques débuts de réalisation, plutôt des expériences, ou la sélection de civils, considérés comme germanisables et envoyés à cette fin dans le Reich. Cette sélection s'appuie sur les considérations des experts raciaux de la SS : les Rusyns (Ruthènes), habitant la Biélorussie, forment un rameau de la « race baltique », proche des Allemands de Basse-Saxe, qu'il convient, selon les planificateurs raciaux de la SS, notamment Erhard Wetzel, de réintégrer dans le Volk germanique avant le développement d'une possible prise de conscience nationale ruthène.

### Création du commissariat général

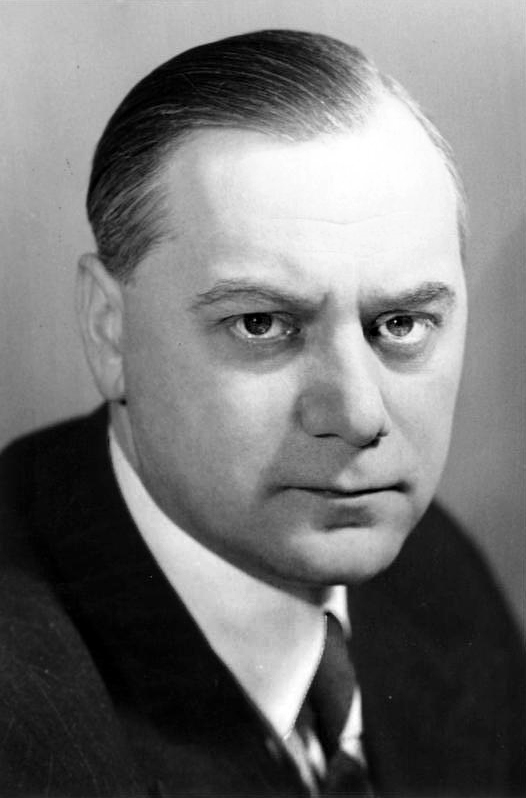
Alfred Rosenberg, ministre de tutelle du commissaire général.

Lors des réunions préparatoires au déclenchement de la guerre à l'Est, est prévue la mise en place de trois Commissariats, un en Ukraine, un en Biélorussie, renommée Ruthénie blanche et un regroupant les pays baltes. Ainsi, Hitler prévoit la création, sur les territoires de la RSS de Biélorussie, redécoupée, d'une forme étatique viable, destinée à accueillir les populations juives ou non assimilables (du point de vue racial) à la population allemande.
Officiellement créé lors de la réunion du 16 juillet 1941, à laquelle assistent Adolf Hitler, Heinrich Himmler, Hermann Göring, Hans Lammers et Alfred Rosenberg, le commissariat se met en place à partir des décrets du Führer, préparés par Hans Lammers et signés par Hitler le 17 août 1941 ; dans les faits, les services compétents dans le commissariat commencent réellement à administrer leur circonscription respectives à partir du milieu du mois de septembre suivant.

## Structure et administration
Mis en place lors de la réunion du 16 juillet 1941 à Rastenburg, le commissariat de Ruthénie blanche est confié à Wilhelm Kube (1887-1943), recruté parmi les nazis convaincus, et chargé d'en exploiter les richesses. 

### Le commissaire général

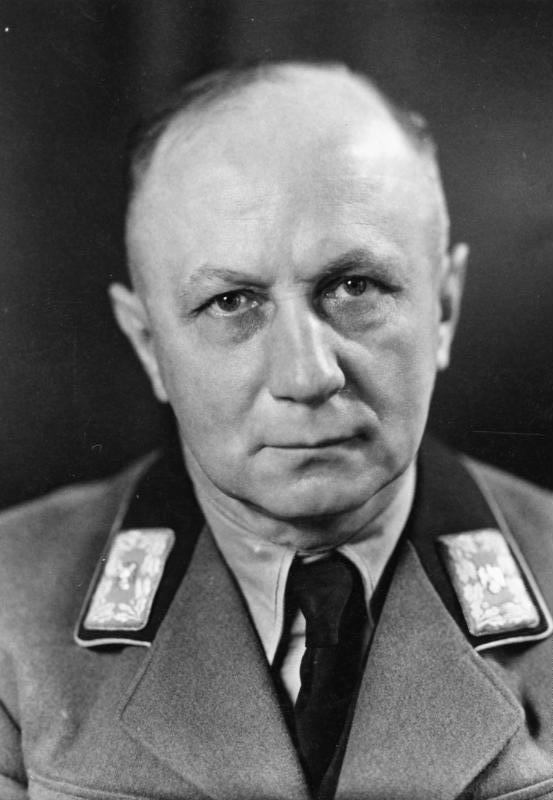
Wilhelm Kube, commissaire général de Ruthénie Blanche, en 1942

Placés à partir du 1er septembre 1941 sous la tutelle administrative du commissaire du Reich installé à Riga, Hinrich Lohse, les commissaires généraux qui se succèdent, Wilhelm Kube, puis, après son assassinat par la résistance, Curt von Gottberg, exercent leurs fonctions depuis le chef-lieu du commissariat, Minsk. 
Placés sous l'autorité hiérarchique, mais théorique, d'Alfred Rosenberg, ministre du Reich aux territoires occupés de l'Est,, les commissaires successifs doivent sans cesse faire face aux empiétements des autres autorités du Reich sur le territoire qu'ils doivent gérer : la SS pour les « questions politiques », les services dépendant de Goering pour l'exploitation économique.

### Maillage territorial
Le commissariat est divisé en onze districts : Barisau, Baranowitschi, Glubokoje, Hanzewitze, Lida, Minsk-Ville (Minsk-Stadt), Minsk-Campagne (Minsk-Land), Nowogrodek, Slonim, Sluzk et Wilejka, qui portent le nom du chef-lieu, souvent la ville la plus importante. Le commissaire général exerce son autorité depuis Minsk, tandis que les autres acteurs du pouvoir national-socialiste ayant des compétences dans le Commissariat comptent eux aussi des représentants sur place. 
Calquée sur l'organisation interne du ministère d'Alfred Rosenberg, l'administration du commissariat est peu nombreuse et se caractérise souvent par son incompétence administrative, et par son inexpérience dans la gestion quotidienne.
Ce maillage territorial ne doit cependant pas faire illusion : conformément à leurs projets initiaux, les occupants ne contrôlent réellement que les agglomérations, les voies de communications et leur proximité immédiate. Au fil des mois, des portions de plus en plus vastes du territoire du commissariat sont progressivement soustraits à l'autorité de la puissance occupante, et de fait ne sont soumis à aucune juridiction particulière.

### Compétences au sein du commissariat

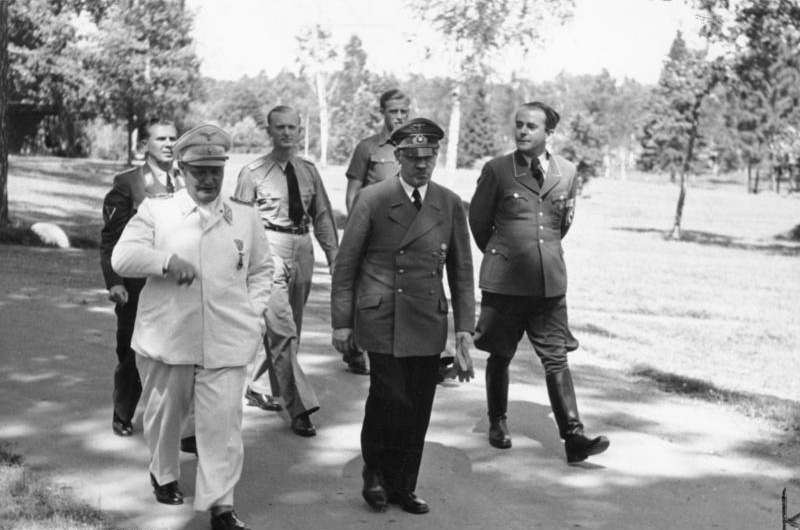
Adolf Hitler, au centre, définit les compétences respectives dans le commissariat de Hermann Göring, à gauche, Albert Speer, à droite, et Heinrich Himmler (non représenté) (photographie de 1943).

La réunion du 16 juillet 1941 non seulement crée les commissariats à l'Est, définit les compétences des différents acteurs de la domination allemande sur les territoires conquis sur l'Union Soviétique, mais aussi fixe les buts assignés aux différents acteurs de la politique menée à l'Est. Les commissaires, dépendants du ministère des Territoires occupés de l'Est, exercent aussi leur autorité sur les chefs supérieurs de la police et des SS dans leur circonscription, mais ces derniers prennent leurs directives opérationnels de Himmler et de son état-major. 
Ainsi, les décrets d'application de cette réunion confient à la SS la « sécurité policière des nouveaux territoires occupés à l'Est ». À cette fin, Himmler, chargé de la sécurité intérieure, investit de ses pouvoirs des représentants locaux, les chefs supérieurs de la police et des SS, censés dépendre du commissaire général. Les décrets qui découlent de cette réunion donnent également à Himmler une compétence supérieure à celle des commissaires du Reich et de leurs représentants dans le domaine du maintien de l'ordre. Dans ce cadre, les commissaires successifs, Wilhelm Kube puis Curt von Gottberg, exercent sur le chef supérieur de la police et des SS, Eduard Strauch, puis son successeur, Erich von dem Bach, une tutelle très théorique.
Parallèlement, en vertu du décret du 29 juin 1941, l'administration du « Vierjahresplan », dépendante de Göring, doit prendre l'ensemble des mesures nécessaires pour la prédation des stocks disponibles dans l'ensemble des territoires occupés par le Reich. Cependant, les compétences économiques des services de Göring sont réduites par un décret du 17 juin 1942, qui confie à Albert Speer une compétence spécifique sur la production de guerre.
Enfin, à ces autorités civiles, se joint la Wehrmacht, dont les responsables, au premier rang desquels Georg Thomas, responsable de l'approvisionnement des troupes allemandes, souhaitent exercer un contrôle sur les axes de communication assurant la liaison entre le Reich et le front.
Par la suite, les pouvoirs des subordonnés de Rosenberg se voient restreints par l'apparition d'autres acteurs dont l'autorité s'étend sur des domaines plus spécifiques, souvent liés à l'économie de guerre ; ainsi, pour satisfaire les besoins en main d’œuvre de l'économie du Reich, les services de Fritz Sauckel se voient attribuer des compétences dans le commissariat général.
Chaque représentant des diverses autorités compétentes dans le commissariat général émet des directives et des ordres à destination des échelons inférieurs. De cette pluralité des compétences et des structures administratives, découle « un fouillis de consignes contradictoires », selon les termes d'un rapport rédigé par les services du groupe d'armées Centre au mois d’août 1944, alors que les territoires qui ont dépendu du commissariat ont été libérés par l'Armée rouge un mois plus tôt.

### Rivalités et divergences entre les différents détenteurs du pouvoir
Cet enchevêtrement de compétences et de centres de pouvoir rend les conflits inévitables. Cependant, en dépit de leur multiplication au fil des années, ces conflits ne portent pas sur les objectifs à long terme, mais se focalisent à la fois sur les compétences et sur la politique menée à court terme dans les territoires occupés, Hitler souhaitant la mise en œuvre d'une politique contradictoire, basée sur l'exploitation du territoire et sur l'extermination des Slaves y résidant.
Le partage des tâches mis en place lors de la réunion du 16 juillet 1941 est rapidement mis à mal par la volonté de la SS, appuyée par son chef, de s'immiscer dans l'ensemble des domaines de compétences des différents pouvoirs ayant reçu, à un titre ou à un autre, une délégation de pouvoir dans le Commissariat. Le cantonnement originel des pouvoirs des représentants de Himmler à des tâches strictement policières, contrairement à ce que ce dernier avait souhaité, incite la SS et les représentants locaux de Heinrich Himmler à accaparer dans les territoires occupés de l'Est, un certain nombre de compétences qu'il exerce dans le Reich, mais qui sont confiées à d'autres qu'à la SS. Durant ses voyages dans la région, celui-ci donne des consignes orales à ses subordonnés, ne rendant compte de ces consignes ni au pouvoir civil, ni au ministre de tutelle, Alfred Rosenberg. 
Ces divergences portent également sur la politique d'exploitation des territoires du commissariat. En effet, rapidement après les débuts de la conquête, de nombreuses divergences apparaissent sur la politique à mener : certains se montrent partisans d'une politique impitoyable envers les civils, d'autres défendent l'opportunité de s'appuyer sur le sentiment national biélorusse. Les premiers, majoritaires, sont appuyés par Hitler, Göring, Himmler et von dem Bach,, les seconds se recrutent dans les cercles de l'Ostministerium, rapidement rejoints dans leur appréciation de la situation par les officiers généraux responsables du front, et par Goebbels,. 
Ainsi, les divergences, non sur l'objectif final, mais sur les modalités de mise en œuvre de la politique nazie dans le commissariat aboutit en 1942 à une opposition sourde entre le Commissaire Wilhelm Kube, représentant de Rosenberg, appuyé par son ministre de tutelle, et Eduard Strauch, juriste de formation et chef supérieur de la police et des SS du Commissariat. Ainsi, à la fin de l'année 1941, ce sont les modalités de la mise à mort des Juifs du Reich, envoyés à Minsk, qui choquent Kube. Au plus fort de la querelle, Strauch, soutenu par Reinhard Heydrich, instruit un dossier à charge contre Kube, se servant de son incompétence, de ses liens, réels ou supposés, avec des Juifs pour tenter de le discréditer auprès de ses supérieurs : ce conflit n'entraîne le rappel, ni de l'un, ni de l'autre. 
À la suite de l'assassinat de Kube le 23 septembre 1943, la nomination de Curt von Gottberg, déjà chef de la police et des SS du district de la région de Minsk, au poste de commissaire général signifie à l'ensemble des acteurs de la politique à l'Est l'ascendant pris par Himmler et la SS sur l'administration civile.

## Civils et militaires soviétiques face à l'occupation allemande
Au cours de ses trois années d'existence, le Commissariat général de Ruthénie blanche est le théâtre de nombreux crimes de guerre et crimes contre l'humanité perpétrés par les unités d'occupation allemandes, Wehrmacht ou SS contre l'ensemble des populations civiles y résidant. Himmler, lors de son voyage à Minsk au mois d’août 1941, définit les modalités du traitement des populations civiles résidant dans le commissariat, reprenant partiellement les analyses de Hitler : les partisans et les Juifs doivent être exécutés pour des raisons de sécurité.
Cependant, cette dimension ne doit pas totalement occulter les tentatives des autorités mises en place lors de la conquête pour se concilier les populations civiles, la pacification des arrières du front apparaissant, aux yeux des responsables civils et militaires allemands, comme une condition indispensable à la victoire du Reich. 

### Les populations slaves
Dès la phase de préparation de l'occupation, l'accent est mis, dans les instructions distribuées aux soldats, sur le caractère fourbe des soldats soviétiques et des populations de l'ensemble des territoires occupés par les Allemands et leurs alliés.
Dans le cadre de la politique génocidaire mise en place dans l'ensemble des territoires occupés à l'Est, les populations du commissariat font l'objet d'un traitement particulièrement violent de la part des unités engagées dans l'occupation des territoires du commissariat. Les civils sont cantonnés dans leur district de résidence et ne peuvent le quitter, sous peine d'être traités comme vagabonds en cas de contrôle allemand. De plus, la présence d'un mouvement de résistance fortement structuré permet, aux yeux des autorités d'occupation, encouragées par Himmler, une définition très large de l'appartenance à ces mouvements : est ainsi considéré comme partisan tout personne qui « regarde de travers », selon le mot de Hitler. Dans ce cadre, des exécutions massives sont perpétrées par les membres du commando d'intervention 8 : durant toute la durée de l'occupation, les historiens soviétiques, puis biélorusses et russes, qui se sont intéressés aux massacres de masse perpétrés par les unités allemandes en Union Soviétique estiment à 340 000 le nombre de civils fusillés par les forces de répression allemandes positionnées sur le territoire du commissariat,.
Présentées comme infectées par des maladies contagieuses telles que le choléra, la peste et le typhus, les populations slaves perdent ainsi leur statut d'êtres humains pour être ravalées au rang d'animaux, non seulement les civils, mais aussi les partisans. Les Biélorusses ne sont pas soumis à un quelconque régime légal, mais uniquement au bon vouloir de l'occupant et à son arbitraire : à Slutsk, le 27 octobre 1941, les habitants biélorusses ne sont pas épargnés par la furie destructrice des membres du 11e bataillon de réserve de police et de ses supplétifs lituaniens, venus pour exterminer les Juifs de la ville, en dépit des plaintes du commissaire du district.
Par ailleurs, les décrets préparés dans les semaines qui précèdent l'invasion légalisent toutes les exactions dont pourraient se rendre coupables les troupes d'occupation : conformément au Kriegsgerichtsbarkeitserlass du 13 mai 1941, préparé par Eugen Müller, les procédures de justice, tout comme le droit international, ne doivent pas être appliqués dans l'ensemble des territoires conquis à l'Est, notamment en Ruthénie Blanche : les civils ne sont justiciables ni devant la justice militaire, ni devant la justice civile, mais répondent de leurs actes devant les officiers de l'unité allemande la plus proche, et, dans de nombreux cas, sont « achevés au combat ou lors de l'évasion » .
Ainsi, dans le cadre de la lutte contre les maquis de partisans, la population des zones encerclées est systématiquement massacrée, conformément au décret du 13 mai 1941, ou évacuée. Dans un premier temps, l'ensemble des populations rencontrées dans la zone objet du ratissage est massacrée, puis, dans un second temps, plus tard dans le conflit, lorsque les impératifs économiques se font plus pressants, les populations aptes au travail sont raflées et envoyées vers les centres de production de l'industrie de guerre allemande, le reste de la population étant confié aux responsables civils locaux. Après diverses sélections, les inaptes au travail, femmes, enfants et vieillards sont massacrés dans un déchaînement de cruauté parfois sadique. De plus, 627 villages sont totalement détruits. Parallèlement, 92 000 maisons supplémentaires sont détruites, créant 3 millions de sans abris. Les fuyards sont considérés comme du « gibier » et traités comme tels par les unités chargées du ratissage, dans lequel est souvent impliquée la 36e division SS (brigade Dirlewanger). Lors de ces opérations, 1 050 000 civils, dont 700 000 Juifs, sont massacrés. 
À ces traitements envers les civils, s'ajoute le sort des prisonniers de guerre soviétiques. Minsk accueille en son sein plusieurs camps d'internement pour prisonniers de guerre soviétiques : ces camps sont utilisés pour le transit des prisonniers de guerre, pratiquement condamnés à mort, en raison des conditions de vie. 
Lors de la retraite allemande, au cours des premiers jours de l'été 1944, les unités allemandes pratiquent une politique systématique de terre brûlée (villages ruinés, puits empoisonnés, rapt des enfants, bétail abattu...),, conformément à un ordre de Hitler daté du 14 février 1943. Les populations affamées, victimes du typhus, se cachent alors dans les bois, jusqu'à leur découverte par les troupes soviétiques dans les jours qui suivent la libération.

### Les Juifs dans le commissariat général de Ruthénie Blanche
Dans le commissariat général, l'extermination des Juifs et des civils prend plusieurs formes et se met en place selon plusieurs procédures.
Tout d'abord, le commissariat est initialement conçu comme un lieu d'accueil pour les Juifs du Reich et du Protectorat. Durant les mois qui suivent la conquête allemande, les Juifs du Reich et du protectorat font l'objet de tractations entre les différents acteurs de leur extermination dans le commissariat de Minsk et dans l'Ostland. En effet, en octobre 1941, Heydrich informe ses subordonnés à Prague du transfert des Juifs du Reich vers l'Ostland. Au début du mois de novembre, le RSHA annonce que 50 000 Juifs du Reich et du Protectorat de Bohême-Moravie doivent être déportés dans l'Ostland, dont la moitié à Minsk, et qu'ils seraient sur place à partir du 10 novembre. 
Ensuite, dès la mise en place de l'administration civile, la population juive est regroupée dans des ghettos. Le premier est érigé à Minsk entre le 20 et le 25 juillet 1941, avant la création effective du commissariat. Dans ces ghettos, véritables prisons, sont regroupés les Juifs de Biélorussie en attente de leur extermination : le 14 août, en prévision d'un ordre de Himmler, dont la visite à Minsk est prévue le lendemain, des arrestations menées par la SS ont lieu en nombre significatif (40 000, incluant Juifs et Slaves). 
Rapidement, en 1941, les ghettos de Ruthénie blanche, celui de Minsk notamment, accueillent des Juifs du Reich, expulsés de leur logement durant l'automne 1941 ; la coexistence forcée entre les Juifs déportés du Reich et des Juifs autochtones, regroupés dans les ghettos du commissariat occasionne des frictions entre les deux communautés. Pour faciliter cette déportation, l'extermination des Juifs résidant dans le commissariat constitue un préalable ; les Juifs du ghetto de Minsk sont ainsi exterminés les 7 et 14 novembre 1941.
Enfin, le commissariat est le théâtre d'exterminations de masse des Juifs rassemblés dans les Ghettos, Juifs résidant dans la région dans un premier temps, puis Juifs du Reich et du protectorat dans un second temps. Ainsi, dès les premiers jours de l'avance allemande, les Einsatzgruppen exécutent les hommes juifs rencontrés au fil de l'avancée des troupes allemandes, les exécutions massives commençant à Minsk le 4 juillet 1941, une semaine après la conquête de la ville par les troupes allemandes, tandis que, lors de la conférence du 16 juillet, organisant les territoires conquis et à conquérir sur l'Union soviétique, Hitler assimile Juifs et partisans, ouvrant la voie aux meurtres de masses.
Une fois les premières semaines de conflits écoulées, une consigne claire de Himmler, lors d'un voyage à Baranavitchy, dans le centre du commissariat, définit les victimes juives à assassiner. Alors que les fusillades du mois de juillet 1941, touchent les hommes en âge de porter les armes, Himmler souhaite, le 31 juillet, inclure les enfants, tandis que les femmes sont promises à une mort par noyade dans les marais, lançant ainsi le processus génocidaire. Cet ordre est appliqué au plus tôt le 5 août par les unités engagées dans le commissariat. À partir du voyage de Himmler à Minsk du 14 au 16 août 1941, le génocide des Juifs de Russie ne touche plus seulement les hommes, mais également les femmes et les enfants, Himmler justifiant ce changement par le désir de vengeance que pourraient éprouver les survivants. Ces assassinats de masse sont perpétrés par l'Einsatzkommando 8, sous la responsabilité d'Arthur Nebe avec le soutien de l'armée (gendarmerie, unités d'occupation), comme le note ce dernier dans un rapport sur les exécutions du 15 août à Minsk. 
La liquidation des Juifs du commissariat se fait pour une large part en septembre 1941, les Juifs des petites villes à l'automne 1941, les Juifs de Minsk au plus tard en octobre 1943, lors de la fermeture définitive du ghetto de la ville : dans ce cadre, le nombre de personnes fusillées passe de plusieurs centaines par jour à plusieurs milliers dans la journée. Ainsi, les 6 500 habitants du ghetto de Babrouïsk et les 8 000 Juifs de Polotsk sont assassinés les 19 et 20 septembre 1941. Le 27 octobre 1941, les Juifs de Sloutsk sont exterminés par le 11e bataillon de réserve de la police, assistés de supplétifs lituaniens. 
Au mois de novembre, afin de pouvoir héberger les Juifs du Reich, déportés à l'Est sur ordre de Hitler et sous la supervision de Heydrich, une mascarade est organisée par une unité de police pour le 24e anniversaire de la Révolution d'Octobre, à l'issue de laquelle 20 000 habitants du Ghetto de Minsk sont exterminés en deux vagues de tueries 13 000 personnes le 7 novembre, 7 000 le 20 novembre, tandis que les 4 000 habitants du ghetto de Novogrodek sont massacrés en décembre 1941.
Obéissant aux consignes de Himmler, données lors de sa visite à Minsk en août 1941, Arthur Nebe, responsable de l'Einsatzgruppe B, met au point, puis teste sur des malades d'un asile d'aliénés situé à proximité de Minsk diverses méthodes de mise à mort par gaz, avant de faire exécuter les survivants, soit par balle soit au moyen d'explosifs. Il est question, après l'extermination des Juifs des ghettos de l'Est, de mettre en place des chambres à gaz à proximité du ghetto de Minsk, mais le projet est rapidement abandonné.
Enfin, à proximité de Minsk, à Maly Trostenëts, un petit camp d'extermination est mis en place dans les locaux d'un ancien sovkhoze. Dirigé par Eduard Strauch, il est placé sous la responsabilité du SD de Minsk. Dans ce camp sont exterminés, à partir du printemps 1942, les habitants du ghetto de Minsk, soit par balle, soit au moyen de camion à gaz : l'emploi des camions à gaz est attesté par les demandes de fourniture de camions et de matériel de remplacement, faites au cours de l'année 1942 : le responsable du SD de l'Ostland demande non seulement la fourniture d'un quatrième camion pour opérer en Ruthénie blanche, mais aussi du matériel pour assurer la maintenance des trois camions déjà en activité.
Rapidement, des considérations liées aux besoins économiques allemands entrent en compte dans la décision des autorités locales d'assassiner les communautés juives du commissariat. Ces dernières sont confortées par les positions d'Alfred Rosenberg relatives à la nécessaire prise en compte des impératifs économiques, rendues publiques lors de son discours du 30 octobre 1941 devant des responsables politiques du Reich.

### Les prisonniers de guerre soviétiques dans le commissariat
Au cours de l'année 1941, les unités des armées du Reich et de ses alliés capturent 3,35 millions de prisonniers de guerre soviétiques. Considérés comme des ennemis par le régime soviétique, ils sont abandonnés à leur sort, 60 % d'entre eux étant morts de faim ou de mauvais traitements au début de l'année 1942. 
Les prisonniers de guerre soviétiques sont cantonnés dans les camps provisoires, les Dulags. Ces camps sont matérialisés par une double rangée de barbelés, séparés par un chemin de patrouille ; des baraques peuvent être construites par les prisonniers, après accord de l'administration du camp.

### Tenter de rendre l'occupation populaire

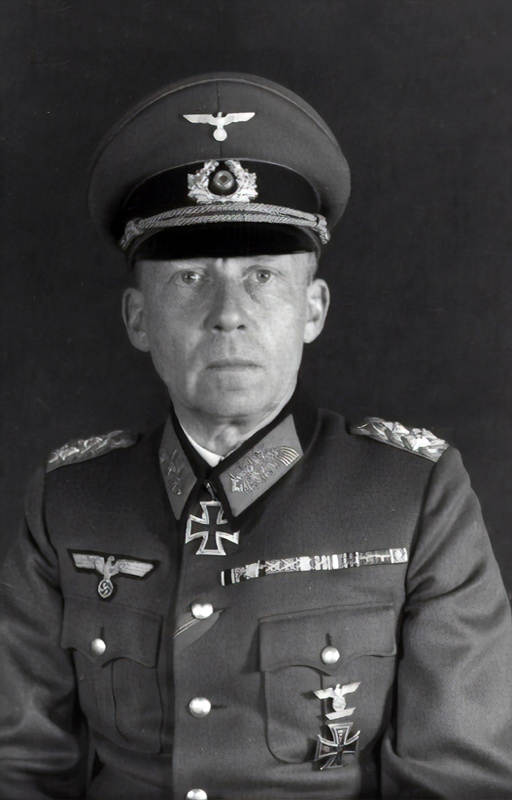
Gotthard Heinrici, ici en janvier 1943 guerre mondiale, préconise une nouvelle politique dans les territoires occupés en Union soviétique.

En dépit de toutes les actions dont peut être victime l'ensemble des populations civiles du commissariat, différents acteurs de la politique d'occupation tentent de mettre en place, sinon une autre politique, du moins des mesures destinées à se concilier la population.
Certains fonctionnaires du ministère des Territoires occupés de l'Est proposent une étude approfondie, incluant des recherches raciales, des populations russes, notamment afin de saisir l'« âme russe » et permettre aux autorités civiles de se concilier leurs administrés. Dans le même ordre d'idées, Gotthard Heinrici, général allemand participant aux opérations sur le Front de l'Est depuis 1941, place la question de la possession de la terre au centre de toute politique de conciliation de la population des territoires envahis. Tentant de rallier la population aux objectifs allemands, le ministère de Rosenberg annonce rapidement, dès le mois d'août 1941 la rétrocession de la terre aux paysans, ainsi que l'insertion des propriétés paysannes dans un cadre d'une coopérative. En Ruthénie blanche, cette modification du mode de propriété aurait concerné la totalité des terres agricoles.
Cependant, cette politique demeure sans écho dans la population locale : en septembre 1942, un rapport destiné à l'Ostministerium mentionne que le moral de la population de l'Ostland s'est dégradé, notamment en raison de l'incertitude dans laquelle cette dernière est laissée quant à son sort à la fin de la guerre.
Enfin, la population est rapidement témoin des traitements réservés aux Juifs et aux prisonniers de guerre, notamment à Minsk. Dès le mois d’août 1941, la population de la métropole biélorusse manifeste son incompréhension à l'égard des mesures génocidaires allemandes, sa compassion et sa complicité à l'égard de la population juive du ghetto ; le sort des prisonniers de guerre soviétiques, internés dans un camp dans la ville, est source d'incompréhension de la part de la population locale, abondamment exploitée par la résistance.

## Pillage et exploitation économique du territoire
Dès la phase préparatoire, prélude à l'invasion, les responsables du Reich prévoient une exploitation sans limite des territoires occupés en URSS. Dès la fin du mois de juin 1941, puis lors de la conférence de Kętrzyn (Rastenburg) du 16 juillet 1941, et dans les décrets du 17 juillet 1941, mise en forme légale des décisions de la veille, Hitler définit la politique de contrôle et de pillage économique des territoires nouvellement conquis ou promis à l'être à moyen terme, tandis que les experts des ministères économiques prennent comme point de départ les besoins des unités allemandes engagés sur le front de l'Est. 
Ces textes sont mis en application sous la responsabilité de Göring, qui en précise les modalités d'application dans une circulaire générale datée du 8 novembre 1941 : l'économie du Commissariat (et de l'ensemble des territoires soviétiques occupés) doit générer des excédents importants, captés par le Reich, au moyen d'une politique de bas salaires, alliée à des mesures visant à créer les conditions d'un faible niveau de vie de la population.
La mise en coupe réglée du Commissariat prend plusieurs formes : le vol pur et simple, la réquisition de biens immeubles ayant appartenu à l'État soviétique ou non, la spoliation des populations, la déportation et la réquisition d'ouvriers qualifiés, ou encore l'exploitation de territoires reconquis sur la résistance.

### La réquisition de biens
La réquisition constitue le premier moyen utilisé par les autorités allemandes pour piller les richesses du commissariat.
La réquisition de biens immeubles constitue la manifestation la plus visible du pillage allemand à l'Est : ainsi, l'ancienne maison des Soviets de la ville de Minsk devient le siège des services du chef supérieur de la police et des SS du Commissariat, signifiant ainsi la mise à bas de l'URSS dans le commissariat, renforcée par la prééminence du drapeau de la SS sur les symboles soviétiques, prééminence mis en exergue par Walter Frentz lors de son voyage à Minsk avec Himmler au mois d'août 1941). Mais ces réquisitions ne se limitent pas à des symboles : le sovkhoze de Nowinski est, par exemple, lui aussi réquisitionné par la SS.

### Le pillage des richesses privées
Dans un autre domaine, l'irruption dans un district de certaines unités entraîne souvent des pillages de grande ampleur dans une ville. 
Mais ces réquisitions ne se limitent pas aux bâtiments utilisés pour les services administratifs. Ainsi, dès les premiers jours suivant la mise en place du Commissariat, les membres de la SS n'hésitent pas à s'emparer des richesses mobilières des Biélorusses : or, devises et œuvres d'art.
De même, lors des opérations ratissage menées contre le partisans, le pillage des zones traversées constitue un moyen pour les occupants de se procurer des denrées alimentaires en abondance. Lors des opérations Hornung et Günther, deux opérations de réduction d'un maquis en 1943, les produits agricoles confisqués sont tels qu'ils gênent la progression des unités, tandis que des camions sont utilisés au début de l'année 1944 pour transporter le produit des rapines des unités déployées contre les partisans.
Ainsi, lorsque le 11e bataillon de police, en réalité une unité chargée de l'extermination des Juifs, fait irruption à Slutsk le 27 octobre 1941, la ville subit de très nombreux dommages, ce dont le commissaire de district se plaint auprès du commissaire général.

### Les travailleurs de l'Est originaires du commissariat

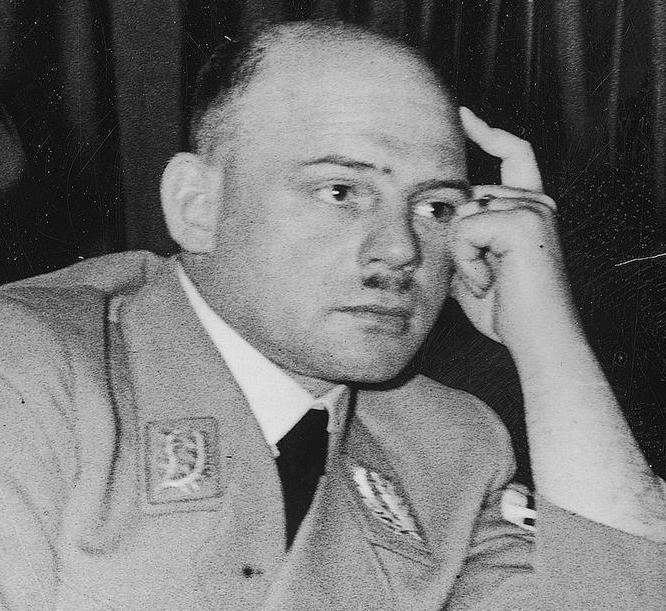
Fritz Sauckel, ici à Leipzig en 1937, définit le 3 octobre 1942 le nombre de travailleurs originaires du commissariat employées dans les usines du de.

En 1942, les besoins croissants de l'industrie de guerre allemande nécessitent l'appel à des travailleurs raflés dans l'ensemble des territoires sous occupation allemande, le commissariat ne faisant pas exception. 
Le 3 octobre 1942, Fritz Sauckel fixe un contingent semestriel de 250 000 travailleurs pour l'ensemble des territoires soviétiques contrôlés par le Reich, porté en mars 1943 à 5 000 travailleurs forcés par jour. Pour parvenir à ce quota, des rafles sont organisées dans les lieux publics, ou à l'occasion des opérations de lutte contre les partisans, à la suite de destruction des villages; 100 000 travailleurs, soit le quart des Biélorusses envoyés dans le Reich, sont ainsi raflés dans ces circonstances. Une fois dans le Reich, ces travailleurs de l'Est subissent des traitements dégradants et infamants : moins payés que les travailleurs du Reich, ils sont internés et fusillés en cas d'évasion. À partir de janvier 1943, les civils faits prisonniers dans le cadre des opérations de lutte contre la résistance sont envoyés dans le Reich, selon une directive de Himmler : ils sont ainsi confiés par le SD aux services de Sauckel, selon les termes d'un accord entre ce dernier, Himmler et Rosenberg, en mars 1943. Rapidement après cet accord, des commandos formés par l'administration de Sauckel se joignent aux unités chargées des opérations de lutte contre la résistance, afin de pouvoir sélectionner les futurs travailleurs forcés. En 1944, enfin, conformément aux dispositions de la Heuaktion, ces commandos disposent de la possibilité de procéder au recrutement forcé des enfants et des adolescents.
Une fois raflés et envoyés dans le Reich, pour être employés dans l'industrie ou l'agriculture, les travailleurs originaires du commissariat, comme ceux de l'ensemble des territoires anciennement soviétiques, sont rémunérés à des niveaux inférieurs à ceux des ouvriers du Reich et sont soumis à des retenues sur rémunération aboutissant à les priver de près des trois quarts de leur salaire. En effet, versés en réalité sur un compte collectif ouvert à la succursale berlinoise de la Banque Centrale d'Ukraine, les salaires des travailleurs de l'Est, auxquels appartiennent les travailleurs recrutés dans le commissariat, sont censés constituer une épargne individuelle, rémunérée à 2 % par an, et disponibles dans la monnaie nationale du commissariat le jour de leur retour. 
Dans les faits, les salaires sont en réalité versés à l'administration du Trésor du Reich et sont utilisés pour financer l'effort de guerre.
Dès 1942, l'emploi massifs d'ouvriers de l'Est pour le fonctionnement de l'économie de guerre allemande concerne également les ouvriers juifs qualifiés, momentanément protégés de l'extermination, selon une directive de Himmler, insistant pour maintenir momentanément en vie les ouvriers juifs qualifiés âgés de seize à trente deux ans. Mais ces directives ne sont pas toujours appliquées sur le terrain, tant le zèle exterminateur des subordonnés de Himmler est grand.

### La prédation des richesses produites dans le commissariat
Le commissariat ne constitue pas seulement un réservoir de main d’œuvre ou un espace de spoliation de propriétés ayant appartenu à l'État soviétique, à la République soviétique de Biélorussie ou aux partis communistes soviétique et biélorusse, le commissariat de Ruthénie Blanche est aussi un espace agricole et industriel à exploiter au profit de la puissance occupante. Cette exploitation économique entre dans le cadre des compétences économiques d'Hermann Göring, déjà chargé du Plan de Quatre Ans. 
Cette exploitation est rendue possible par la mise en place d'un taux de change avantageux, qui permet aux offices d'achats du Reich d'acheter aux producteurs locaux leurs productions. En août 1942, Hermann Göring renforce et systématise ces dispositions par des directives envoyées à l'ensemble des commissaires du Reich en poste en Europe.
Dès avant l'occupation de larges portions du territoire soviétique, les responsables économiques du Reich, tout comme les cadres de la SS, fixent les modalités du pillage des territoires. Ainsi, le 1er juin 1941, Herbert Backe définit la politique de prédation des denrées alimentaires de l'ensemble des territoires occupés à l'Est, le Hungerplan. Prenant comme base de calcul les besoins alimentaires du Reich, il propose ainsi un programme de famine pour les populations slaves des territoires occupés, confirmé par Rosenberg le 20 juin, puis par Hitler dans un courrier à Mussolini le lendemain, ce programme de famine est observé de très près par les autorités d'occupation, qui en analysent les conséquences, notamment les rations reçues par les 120 000 habitants de Minsk. 
De plus, la masse des prisonniers de guerre soviétiques fournit aux services du Reich compétents pour les questions de main d’œuvre dans le territoire du commissariat un nombre important de travailleurs ; cependant, ces derniers, maltraités et recrutés dans les stalags surpeuplés, sont rapidement destinés à mourir d'épuisement, tandis que le taux de remplacement des prisonniers atteint 60 % par mois dans les camps de travail, notamment dans ceux de Minsk. Pour combler ces pertes, les isolés et les déserteurs, qui se sont rendus dans les kolkhozes des environs après la conquête allemande, doivent se constituer prisonniers sous peine d'être considérés comme des partisans et d'être exécutés en cas de capture. 
Enfin, à partir du mois d'octobre 1942, les services de Göring jouent un rôle dans la conquête des zones tenues par la résistance (ce rôle, de plus en plus important au fil des opérations de contre-guérilla, est néanmoins tu par les unités chargées de ces opérations), ses membres se trouvant associés de façon systématique aux actions de lutte contre la résistance active dans le commissariat. Ainsi, les zones conquises sont systématiquement pillées au profit du Reich, le bétail et les denrées alimentaires réquisitionnés. Au cours de l'année suivante, les mêmes services définissent une nouvelle politique d'exploitation des richesses agricoles des régions reconquises, la politique des « zones mortes »  : dans les zones vidées de leur population, déplacée, déportée ou exécutée, le kok-saguys, plante alors utilisée pour la fabrication du caoutchouc synthétique, est cultivé grâce à l'emploi des populations déplacées dans les camps placés sur le pourtour de la zone.

## Résistance et collaboration dans le commissariat
Le commissariat Général de Ruthénie Blanche a été, de l'aveu même des occupants, le territoire sur lequel la résistance a été la plus nombreuse et la plus active. En effet, concentrant 50 % des effectifs des partisans soviétiques, la résistance biélorusse compte selon les estimations entre 122 000 partisans en janvier 1944 et 370 000 partisans au printemps. Cette résistance prend une telle ampleur que, en février 1943, Erich von dem Bach-Zelewski, chargé par Himmler de la lutte contre les partisans, constate le caractère massif et populaire de la résistance.

### Effectifs et actions de la résistance dans le commissariat
Constituées dans un premier temps de soldats soviétiques originaires de la région, ou de soldats débandés,, les unités de partisans se réfugient dans des zones forestières difficiles d'accès. Organisées conformément à l'appel de Staline du 3 juillet 1941, ordonnant aux soldats débandés de constituer des bandes de partisans, les unités de partisans, patiemment organisées par les responsables soviétiques, comptent près de 23 000 soldats six mois plus tard, au début de l'année 1942, mais l'efficacité de ces effectifs est alors faible. Parallèlement aux partisans soviétiques, se développe également une résistance juive dans les districts de Lida et de Novogrodek, dont les 1 500 membres se recrutent dans les ghettos des environs, tandis que les Juifs du ghetto de Minsk fournissent dès la fin de l'année 1941 aux maquis locaux des approvisionnements en armes, en nourriture et en hommes,.
Durant les premiers mois de l'occupation, les 30 000 premiers résistants, en majorité des soldats débandés ayant conservé leurs armes, ne constituent ni une menace, ni une source de préoccupation pour les autorités allemandes : en effet, inorganisés, isolés les uns des autres, les premiers groupes de résistants semblent plus occupés à organiser les conditions matérielles de leur survie qu'à mener des actions contre l'occupant. Ils concentrent rapidement leurs actions sur les collaborateurs locaux, les fonctionnaires restés en place au service des autorités d'occupation : exécutant les collaborateurs locaux, les groupes résistants mènent une action de rétablissement de la légalité soviétique, menant à bien des coups d'État locaux contre les autorités mises en place avec le soutien de la puissance occupante.
Réorganisée dans courant de l'année 1942, l'action résistante se concentre, conformément à la directive de Staline du 5 septembre 1942 sur des tâches de renseignement militaire, de sabotage des moyens de communication et sur la désarticulation du contrôle allemand sur le territoire de la Biélorussie. Ainsi, au cours de l'été 1943, à la suite d'une directive de Staline, est lancée la « guerre du rail »: ainsi les 2 et 3 août 1943, 8 422 attaques à la bombe désorganisent le réseau ferroviaire. Enfin, dans les derniers mois de l'occupation allemande, les partisans biélorusses détruisent, par exemple, plus de locomotives que ce que l'Europe entière sous domination allemande peut produire durant la même période.
Cette résistance gagne en efficacité, grâce à la présence dans ses rangs de cadres envoyés par Moscou, à une dotation massive en matériel et en armement et au soutien de plus en plus actif de la population locale. Ainsi renforcée, la résistance, coordonnée depuis Moscou, compte 140 000 hommes, répartis en près de 200 unités opérant derrière les lignes allemandes. Ces unités participent avec efficacité aux succès des opérations menées par l'Armée rouge pour libérer les territoires du commissariat général, de manière décisive selon certains, de façon plus spectaculaire qu'efficace selon d'autres : en effet, dans la nuit du 19 au 20 juin 1944, les partisans soviétiques, en faisant exploser plus de 10 500 engins explosifs, désorganisent superficiellement les postes de commandement allemands ainsi que les communications du Groupe d'armées Centre. Lors des opérations de reconquête proprement dites, les unités de la résistance guident les aviateurs soviétiques depuis le sol, puis participent à la réduction des poches allemandes constituées lors des offensives soviétiques lancées à partir du 22 juin 1944.
Parallèlement à ces actions de sabotage et de renseignement, les partisans contrôlent des portions de plus en plus étendues en Ruthénie blanche : peu de temps avant la reconquête soviétique, les partisans contrôlent ainsi la majeure partie du territoire du commissariat, les deux tiers en mars 1944, selon certains, la moitié en juin 1944 selon d'autres ; les débats historiographiques sur l'efficacité de l'action de la résistance en Biélorussie ne remettent cependant pas en cause l'emprise territoriale de ce contrôle.

### Mesures allemandes

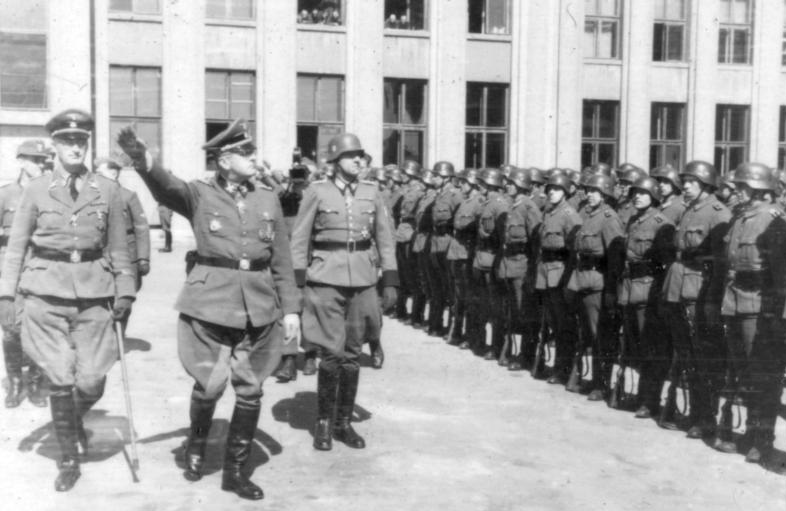
Curt von Gottberg, à gauche, et Erich von dem Bach-Zelewski, au milieu, à Minsk en 1943.

Dès la mise en place des structures d'occupation allemandes, la taille du territoire, mais aussi les contraintes du conflit, obligent les Allemands à positionner des unités de taille réduite, environ 10 000 hommes, sur des territoires de 60 000 km2, peuplés par une population de 2 millions d'habitants. Cependant, à partir du mois d'octobre 1941, les militaires se montrent partisans d'actions vigoureuses contre les partisans et leur organisation, alors embryonnaire. La collaboration entre les cadres civils du commissariat et les unités de contre-guérilla dans le cadre des opérations de lutte contre la résistance constitue la règle dans le commissariat. Les premières opérations sont confiées à des unités de la Wehrmacht, la SS et la police allemandes ne disposant alors ni des effectifs, ni des moyens pour mener des actions efficaces contre des partisans de mieux en mieux organisés.
De plus, guidées par l'idée de l'amalgame entre Partisans et Juifs, systématique à partir de la conférence du 16 juillet 1941 ,, les unités affectées dans le commissariat mènent une action visant à renforcer le contrôle allemand sur les axes de communication et à poursuivre des groupes rencontrés fortuitement. Rapidement, cette option s'avère peu efficace et des actions de plus grande envergure sont envisagées. 
Puis, à partir du 18 août 1942, la lutte contre les résistants est placée par décret sous la compétence directe de Hitler. Ce décret préconise de tenter de s'appuyer sur les populations locales pour réduire le mouvement partisan, tandis que les territoires contrôlés par la résistance s'étendent, limitant la présence allemande aux régions économiquement et stratégiquement utiles, aux yeux du Reich, pour la conduite de la guerre.
Les opérations de réduction des maquis de partisans biélorusses par l'emploi de techniques de ratissage systématique d'une zone géographique précise démontrent également leur inefficacité. Au cours de l'année 1942, sur le modèle adopté dans le district de Zamość, la création de villages armés, peuplés de paysans biélorusses réputés sûrs, est envisagée. Ainsi, après un test dans la région de Baranavitchy en avril 1943, la mesure est étendue en octobre de la même année, sous la responsabilité du Curt von Gottberg : 20 000 « paysans militaires » sont ainsi installés dans une centaine de villages.
Sur le modèle de l'opération Bamberg, lancée le 26 mars 1942, 55 opérations de lutte contre les partisans sont organisées jusqu'en juin 1944. Un secteur est encerclé par plusieurs unités de l'armée et de la police, puis les unités engagées avancent de façon à réduire le cercle et éliminer les partisans de la zone concernée. Dans le même temps, le secteur est ratissé de façon systématique. Dans le cadre de cette opération, les services de renseignement multiplient les interrogatoires pour déterminer si les villages occupés comptent beaucoup de partisans au sein de leur population. Au terme de l'opération, les villages sont détruits, afin de couper les partisans de la population locale. De l'aveu même des responsables SS en poste à Minsk en avril 1943, les méthodes de lutte contre les partisans ne sont pas efficaces, puisque « la Ruthénie n'est pas pacifiée ».
En août 1943, Curt von Gottberg fixe définitivement les modalités des actions de contre-guérilla menée par les unités allemandes visant à la création de zones mortes, en accord avec Goering : après un ratissage, l'exécution, le regroupement ou la déportations des populations locales, les richesses agricoles pillées ou détruites, les axes de communications sont détruits et les forêts incendiées. Le silence qui règne dans ces « zones mortes » frappe les soldats soviétiques qui traversent ces régions en juin et en juillet 1944, lors de la libération de la Biélorussie : les unités de l'Armée rouge auxquelles ils appartiennent sont alors engagées dans des forêts dont la vie végétale et animale a été éradiquée, entraînant la disparition de tout bruit.
Les unités employées dans ces opérations de contre-guérilla sont dans un premier temps peu nombreuses, peu fournies en hommes, mal équipées, peu mobiles. Inefficaces, ces formations sont rapidement réorganisées : des troupes d'une cinquantaine d'hommes, spécialisés dans la contre-guérilla, sont constituées, aboutissant à l'affaiblissement de la police militaire.
Dans le cadre de ces opérations, 55 000 civils sont assassinés, mais à partir de 1943, les populations prisonnières des troupes allemandes ne sont plus exécutées : 100 000 personnes deviennent ainsi des travailleurs forcés pour le compte du Reich. De plus, 627 villages auraient été détruits lors de ces opérations de ratissage. 
Au début de l'année 1944, le recul du front incite les autorités allemandes à multiplier les opérations de lutte contre les partisans : quatre grandes opérations sont ainsi lancées entre avril et juin 1944, impliquant deux divisions allemandes soutenues par les unités de la police et la Luftwaffe, distrayant du front près de 10 divisions. La dernière opération de ratissage, l'opération Cormoran, qui se termine le 17 juin 1944, démontre l'échec global des actions de contre-guérilla menées par les unités allemandes. 
Au printemps 1944, constatant l'échec de la politique de répression militaire, Kurt von Gottberg met en place une nouvelle politique de lutte contre les partisans, faisant de la politique de peuplement un moyen de lutte contre la guérilla. Il ordonne la constitution de villages armés, des Wehrdörfer, peuplés de collaborateurs, estimés sûrs, et de leur famille. 
Enfin, en juillet 1944, alors que l'occupation des territoires qui ont composé le commissariat général est remise en cause par la conquête soviétique, Otto Bräutigam, haut fonctionnaire de l'Ostministerium, dresse un dernier bilan de la politique d'occupation allemande dans les commissariats de l'Est : selon ses conclusions, la politique allemande a favorisé l'essor des mouvements de résistance.
Face à ce mouvement résistant, des collaborateurs tentent d'organiser la gestion du territoire pour le compte de l'occupant, en s'appuyant notamment sur la renaissance d'un cadre administratif local.

### Des administrations locales confiées à des Biélorusses
Appuyée sur quelques collaborateurs locaux, les responsables allemands tentent d'encourager d'abord des engagements individuels, puis, à partir de 1943, un sentiment national Biélorusse. Ainsi, dès le début de l'occupation, le faible nombre de fonctionnaires civils allemands oblige les occupants à s'appuyer sur des administrateurs biélorusses, notamment pour l'administration locale. 
Ces administrateurs se trouvent chargés de la gestion quotidienne de la population, devant notamment mettre en place le rationnement pour les populations slaves ; rapidement, ils se trouvent chargés de l'ensemble des domaines n'intéressant pas les autorités d'occupation.
Vite perçus comme indispensables au contrôle des territoires et des populations, ces administrateurs sont rapidement la cibles des attaques des partisans, notamment à partir du début de l'année 1942. De plus, à partir de 1943, ces hommes sont souvent considérés comme responsables du sort de la population locale et, lors du passage dans le secteur d'unités de partisans, dénoncés comme traîtres et exécutés.

### Des supplétifs biélorusses
Dans les premiers temps de l'occupation allemande, les autorités civiles allemandes éprouvent des difficultés pour le recrutement de supplétifs locaux, les obligeant à faire venir des Ukrainiens et des Baltes pour effectuer les tâches dévolues normalement aux supplétifs locaux.
Des supplétifs biélorusses sont recrutés, de préférence dans les régions annexées par l'Union Soviétique en 1939. Ces hommes sont amalgamés dans le cadre des Schutzmannschaften. Ces supplétifs locaux, reconnaissables à une marque blanche sur la manche de leur uniforme, sont rapidement plus nombreux que les effectifs déployés par le Reich sur les territoires du commissariat ; de ce fait, ils jouent un rôle actif dans le contrôle quotidien des territoires, comme dans l'extermination des Juifs, notamment à Minsk. 
Ces supplétifs sont aussi déployés face aux partisans soviétiques, pour lesquels ils constituent un danger bien plus important que les unités allemandes. Ils forment ainsi la majorité des habitants des villages armés, voulus par les responsables de la lutte contre les partisans

## Un commissariat en sursis
Dès la fin de l'été 1943, il apparaît que le territoire du commissariat est promis à être libéré par l'Armée rouge. Pour tenter de retarder l'inévitable, le commissaire général Curt von Gottberg tente d'utiliser au profit du Reich les sentiments nationalistes des Biélorusses, tout en intensifiant les travaux de défense du commissariat. Ces mesures sont cependant sans effet sous la pression de la conquête de la Ruthénie blanche, lors des opérations du début de l'été 1944. 

### Utilisation du sentiment national biélorusse

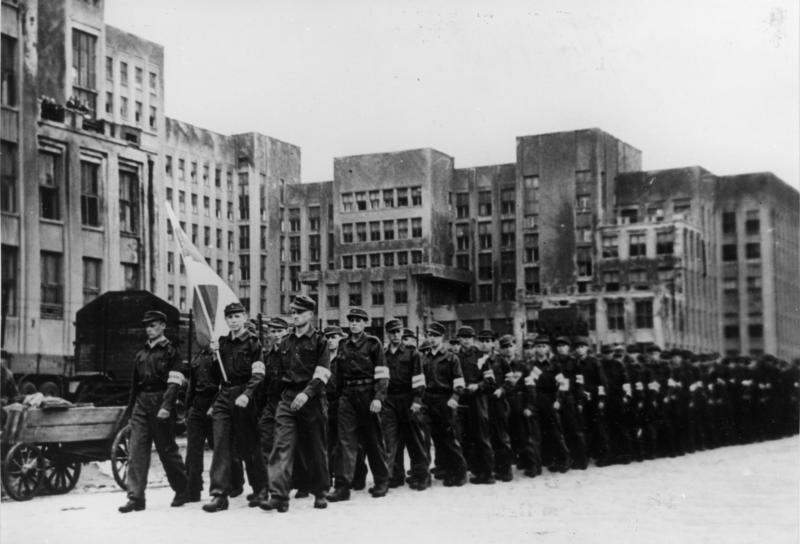
défilé de collaborateurs biélorusses en juin 1944 à Minsk.

Au cours de la dernière année d'occupation, les autorités allemandes tentent d'impulser une autre politique à destination des populations locales.
Ainsi, le 23 décembre 1943, le nouveau commissaire général, Curt von Gottberg, annonce la création d'un conseil national biélorusse, composé de collaborateurs biélorusses, dont l'autorité s'étend sur un corps d'armée dont les effectifs sont recrutés parmi les populations biélorusses. 
Cette structure disparaît quelques mois plus tard, dans la tourmente des succès soviétiques du début de l'été 1944.

### La mise en défense du Commissariat
Par l'ordre du Führer no 11, daté du 8 mars 1944, Hitler édicte une nouvelle doctrine de défense des territoires occupés à l'Est. Cette nouvelle doctrine défensive institue les places fortes, supports de la défense rigide. Conçus comme des points d'appui pour la reconquête de l'espace vital, ces places fortes se voient assigner la double mission de gêner la logistique de la progression soviétique et de faciliter la reconquête ultérieure. Malgré l'opposition de nombreux généraux responsables du front dans ce secteur, trois villes du commissariat, Borissov, Slutsk et Minsk, sont élevées au rang de places fortes dès le mois de mars.
Ces mesures de mise en défense se révèlent totalement vaines ; en effet, le sort du commissariat, alors séparé de l'Ostland, est scellé au début de l'opération Bagration, dans la quinzaine de jours qui suit le déclenchement de cette gigantesque offensive de rupture.

### Libération: échec en 1943, succès en 1944

La partie centrale du Front de l'Est du 21 juin 1944- guerre mondiale au 29 août 1944 guerre mondiale : la reconquête de la Biélorussie

Une première offensive, destinée à s'emparer de Minsk à partir des positions conquises en Ukraine, est planifiée pour octobre 1943 par Constantin Rokossovski (1896-1968). Rapidement l'offensive s'enlise dans la boue des marais et devant les défenses allemandes, bien organisées, qui mettent à profit la configuration du terrain et des conditions climatiques particulières : prenant acte de son échec dans ce qui est devenu une bataille d'usure, Rokossovski met ses unités en défense le 17 avril 1944. 
Une autre tentative, dirigée par Vassili Sokolovski, est lancée en direction de l'Ouest, en direction de Vitebsk et de Minsk, mais échoue pareillement durant l'hiver 1943-1944.
Quelques mois plus tard, à la suite de multiples offensives soviétiques, annoncées par la vague de sabotages qui débute le 19 juin,, le front allemand est disloqué dans la dernière semaine du mois de juin 1944 : Borissov, Slutsk sont directement menacées par les percées soviétiques dès le 29 juin, lors de l'exploitation en profondeur des succès du début de l'offensive.

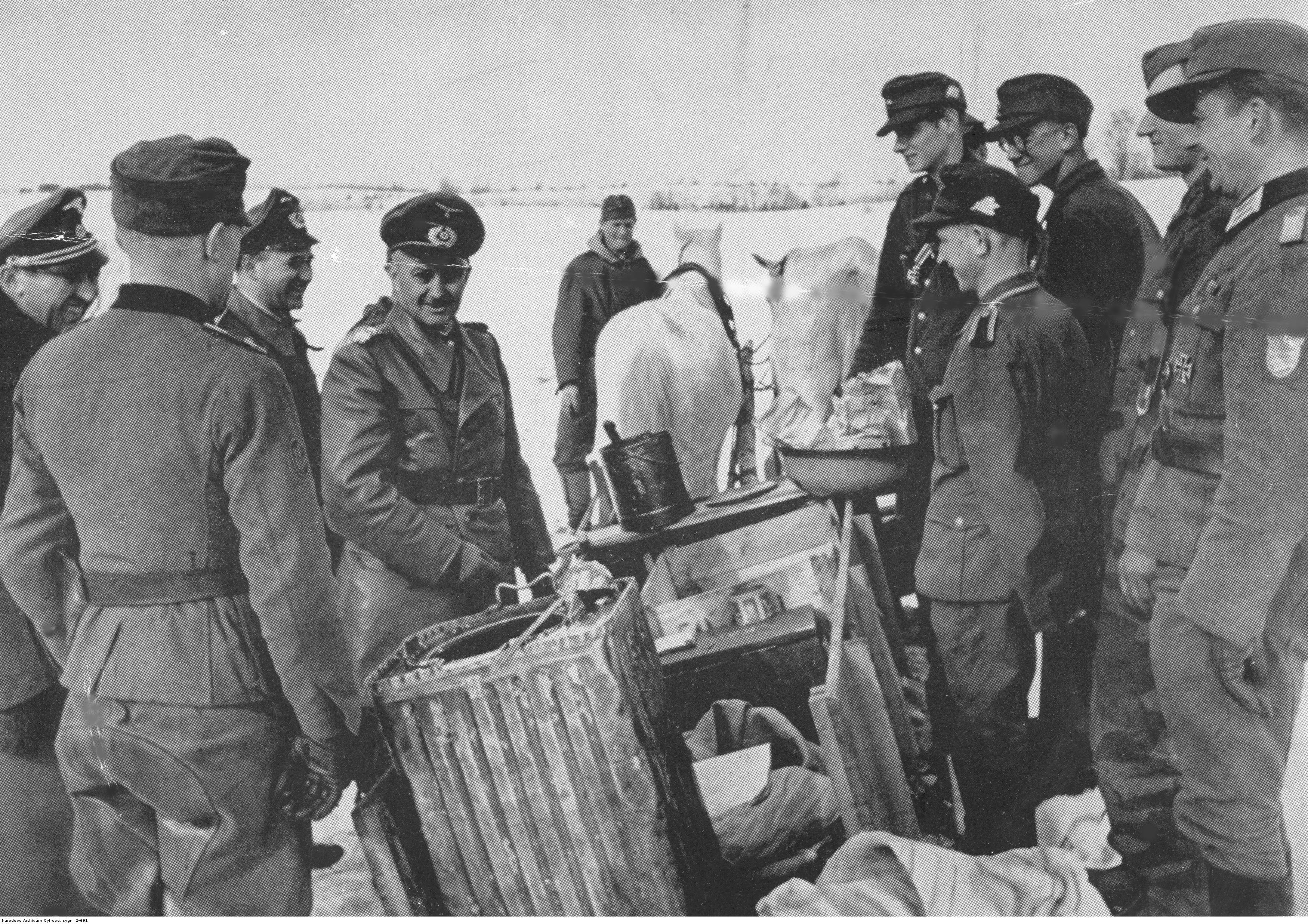
Walther Model (quatrième à partir de la gauche), ici en avril 1944 guerre mondiale, échoue à stopper l'offensive soviétique sur le territoire du commissariat

En dépit de l'activité du nouveau commandant du Groupe d'armées Centre, Walter Model, Borissov en ruines est conquise le 1er juillet 1944, Minsk en cours d'évacuation depuis le 1er juillet, est occupée par les troupes soviétiques le 3 : on se bat peu dans la ville, dans laquelle explosent quelques charges de retardement laissés par les unités allemandes en retraite. Puis, par une offensive débouchant depuis les marais du Pripiat, Slutsk est conquis le 30 juin, après de furieux combats tandis que la ville détruite de Baranavitchy, important carrefour ferroviaire et routier, vital pour le ravitaillement du front depuis sa conquête en 1941, et à ce titre âprement défendu par Walter Model, est libérée le 8 juillet. 
L'Est du commissariat est ainsi rapidement conquis, en dépit d'une défense allemande hâtivement réorganisée à partir du 28 juin : Walter Model tente ainsi d'organiser une ligne fortifiée passant par Lida, mais, devant la rapidité de l'avance soviétique, ne peut empêcher la perte rapide des territoires du Commissariat. Lida est ainsi conquise dans le cadre d'une opération lancée à partir du 5 juillet et destinée à prendre Vilnius, située à 90 km de là. À l'issue des opérations en Biélorussie, près de 28 divisions allemandes, représentant une force de près de 300 000 hommes, sont mises en déroute ou détruites durant les trois premières semaines de campagne.
En dépit de la rapidité de cette conquête, quelques poches allemandes survivent de façon précaire, mais toutes sont réduites après le 13 juillet, même si leur existence est exploitée par le renseignement militaire soviétique jusqu'à la fin de la guerre.